# Bernardo Storace

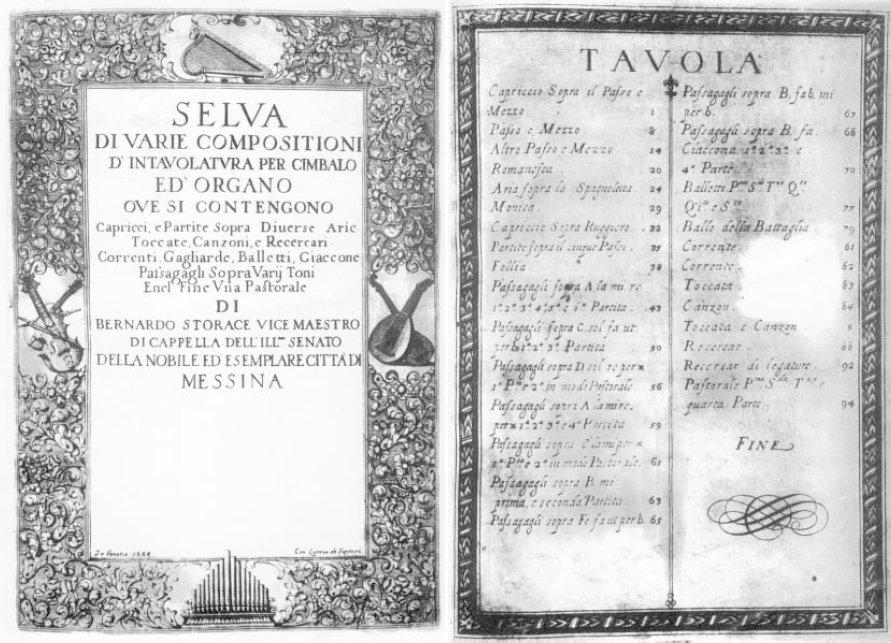
Bernardo Storace, Selva di varie compositioni per cimbalo ed organo (1664), frontespizio e indice

Bernardo Storace (1637 circa – dopo 1664) è stato un compositore italiano.

## Biografia
Nulla sappiamo sulla vita di Storace, se non che nel 1664 era vicemaestro di cappella del Senato della città di Messina, come si legge nel frontespizio dell'unico suo lavoro giunto sino ai giorni nostri: la Selva di varie compositioni d'intavolatura per cimbalo et organo, pubblicata per l'appunto nel 1664 a Venezia. Incerti sono anche i luoghi di nascita e di morte del compositore.
Questa sua ampia raccolta di brani per tastiera, comprende toccate, ricercari, correnti, capricci e partite sui bassi più diffusi all'epoca, divisibili in due gruppi: il primo contiene partite sul Passamezzo, sulla Romanesca, sulla Spagnoletta, sulla Monica, sulla Follia e sul Ruggiero; mentre il secondo contiene le passacaglie e la ciaccona, che adottano una formula di basso ostinato di 4 battute. La raccolta include anche due pezzi di colore: una Pastorale e un Ballo della battaglia. 
Il suo stile può essere collocato tra quello di Girolamo Frescobaldi e quello di Bernardo Pasquini.